# Hargomulyo (Batanghari)
Hargomulyo is een bestuurslaag in het regentschap Lampung Timur van de provincie Lampung, Indonesië. Hargomulyo telt 6526 inwoners (volkstelling 2010).